# Capnogryllacris humberti
Capnogryllacris humberti är en insektsart som först beskrevs av Griffini 1915.  Capnogryllacris humberti ingår i släktet Capnogryllacris och familjen Gryllacrididae. Inga underarter finns listade i Catalogue of Life.